# Sankt Veit am Vogau
Sankt Veit am Vogau è una frazione di 1 918 abitanti del comune austriaco di Sankt Veit in der Südsteiermark, nel distretto di Leibnitz (Stiria). Già comune autonomo, il 1º gennaio 2015 è stato fuso con gli altri comuni soppressi di Sankt Nikolai ob Draßling e Weinburg am Saßbach per costituire il nuovo comune mercato (Marktgemeinde), del quale Sankt Veit am Vogau è capoluogo.